# Oberhaching
Oberhaching es un municipio de Baviera, Alemania, con casi 13.000 habitantes (2009) sobre una superficie de 26,6 km ². Se encuentra a unos 15 km al sur de Múnich centro de la ciudad y mira hacia atrás en una historia de 1250 años. 
Oberhaching cuenta con un instituto, dos escuelas primarias y una secundaria y una privada de educación de adultos .
El equipo nacional de fútbol de Paraguay se hospedó aquí durante la Copa Mundial de Fútbol de 2006.

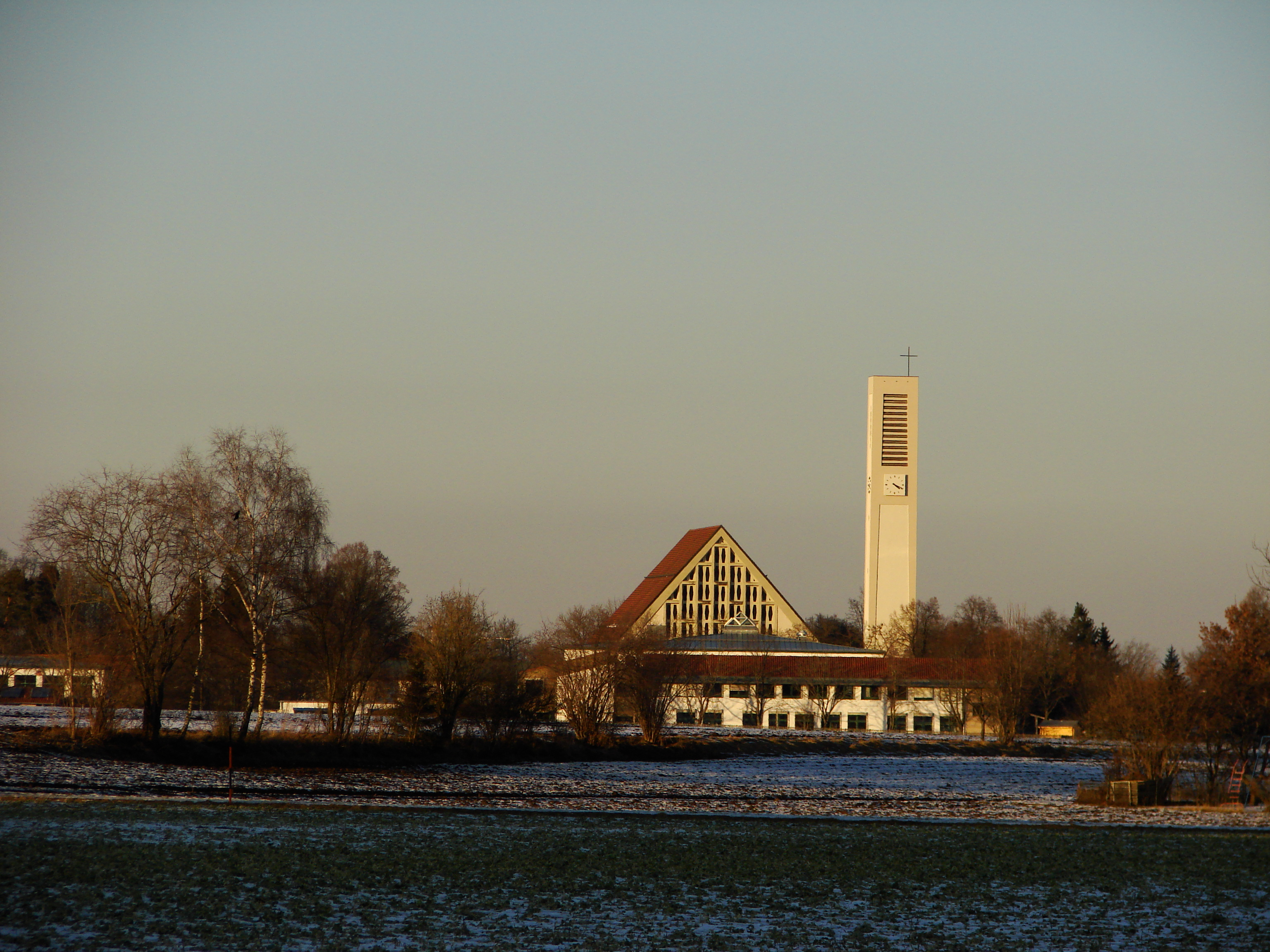
La iglesia parroquial de San Bartolomé en Deisenhofen.